# 1932 في البرازيل
فيما يلي قوائم الأحداث التي وقعت خلال عام 1932 في البرازيل.

## رياضة
- 1 يناير – بطولة باوليستا 1932 الفائز نادي بالميراس.[1]

## مواليد

### يناير
- 1 يناير – خوسيه هوجو سيليدونيو طاهٍ برازيلي.
- 1 يناير – روي ماورو ماريني عالم اقتصاد برازيلي.
- 1 يناير – كاساندرا ريوس كاتبة برازيلية.
- 13 يناير – جواو كارلوس باتيستا بينهيرو لاعب كرة قدم برازيلي.

### فبراير
- 19 فبراير – ألبرتو داينز
- 22 فبراير – أنسيلمو مولر كهنوت برازيلي.

### مارس
- 20 مارس – تيتسوؤو أوكاموتو سبّاح برازيلي.
- 27 مارس – روبرتو فارياس

### أبريل
- 2 أبريل – ماورو مندونسا ممثل برازيلي.
- 6 أبريل – كارلوس راش كاتب ألماني.
- 12 أبريل – والدو فييرا
- 15 أبريل – باولينيو دي ألميدا لاعب كرة قدم برازيلي.

### مايو
- 6 مايو – خوسيه ماريا مارين لاعب كرة قدم برازيلي.
- 23 مايو – داريو أمارال مبارز بالسيف برازيلي.
- 23 مايو – دينو ساني لاعب ومدرب كرة قدم برازيلي.
- 31 مايو – إد لينكولن موسيقي برازيلي.

### يونيو
- 1 يونيو – واندا دوس سانتوس منافِسة أوليمبية برازيلية.
- 13 يونيو – أوريكو لاعب كرة قدم برازيلي.
- 19 يونيو – زوزيمو لاعب كرة قدم برازيلي.

### يوليو
- 15 يوليو – باولو مورا موسيقي برازيلي.

### أغسطس
- 8 أغسطس – زيتو لاعب كرة قدم برازيلي.
- 28 أغسطس – راؤول كورتيز ممثل برازيلي.

### أكتوبر
- 10 أكتوبر – خوسيه ماريا بيريرا مسايف برازيلي.
- 10 أكتوبر – دالمو غاسبر لاعب كرة قدم برازيلي.

### نوفمبر
- 3 نوفمبر – لاري بينتو دي فاريا لاعب كرة قدم برازيلي.
- 24 نوفمبر – جوردن دا كوستا لاعب كرة قدم برازيلي.

### ديسمبر
- 23 ديسمبر – بياتريس كونسيويلو

## وفيات

### يوليو
- 2 يوليو – رودولفو تيوفيلو (مواليد 1853) كاتب برازيلي.
- 23 يوليو – ألبرتو سانتوس (مواليد 1873)